# 晨訊科技
晨訊科技集團有限公司，簡稱晨訊科技集團，以及晨訊科技（英語：SIM TECHNOLOGY GROUP LIMITED，港交所：2000，臺證所：912000），於1986年由楊文瑛（主席）和王祖同（總裁）創立名為「晨興電子科技有限公司」，和在1993年於上海成立「上海晨興電子科技有限公司」。
現時業務在全球經營及銷售手機、移動手持終端、無線通訊模塊解決方案，而總部位於上海市長甯區金鍾路633号晨訊科技大樓A樓。
招股價為2.17港元，發行新股為3.75億股，集資額為8.2億港元，股份則在2005年6月30日於港交所上市。至於臺灣方面，則以11.95元新臺幣，每發行2.75亿至3.3亿股普通股，包括发行1.375亿至1.65亿单位台湾存托凭证，集資額為約39億元新臺幣，股份則在2011年4月25日於臺灣證券交易所上市。

## 連結
- SIM.com （页面存档备份，存于）